# Elecciones generales de India de 1980
India celebró elecciones generales para el 7º Lok Sabha en enero de 1980. La alianza del Partido Janata llegó al poder después de las elecciones para el 6º Lok Sabha celebradas en 1977, montando la ira del público contra el Congreso y la Emergencia, pero su posición era débil. La coalición laxa apenas se aferró a una mayoría con solo 295 escaños en el Lok Sabha y nunca tuvo un control firme del poder.
El líder de Bharatiya Lok Dal, Charan Singh, y Jagjivan Ram, que había renunciado al Congreso, eran miembros de la alianza Janata, pero estaban en desacuerdo con el primer ministro Morarji Desai. Los tribunales que el gobierno había establecido para investigar abusos de derechos humanos durante la Emergencia parecían vengativos.
Finalmente, el Partido Janata, una amalgama de socialistas y nacionalistas, se escindió en 1979 cuando varios miembros de la coalición, como Bharatiya Lok Dal y varios miembros del antiguo Partido Socialista, retiraron su apoyo al gobierno. Posteriormente, Desai perdió un voto de confianza en el parlamento y dimitió. Charan Singh, quien había retenido a algunos socios de la alianza Janata, prestó juramento como Primer Ministro en junio de 1979. El Congreso prometió apoyar a Singh en el parlamento, pero luego se retiró solo dos días antes de que el Gobierno estuviera programado para demostrar su mayoría en el pleno de Lok Sabha. Charan Singh, obligado a dimitir, convocó elecciones en enero de 1980 y es el único primer ministro de la India que nunca se ha enfrentado al parlamento. En el período previo a las elecciones generales, el liderazgo de Indira Gandhi enfrentó un formidable desafío político de una galaxia de sátrapas regionales y líderes prominentes del partido Janta como Satyendra Narayan Sinha y Karpuri Thakur en Bihar, Ramakrishna Hegde en Karnataka, Sharad Pawar en Maharashtra, Devi Lal en Haryana y Biju Patnaik en Orissa. Sin embargo, la disputa interna entre los líderes del Partido Janata y la inestabilidad política en el país funcionó a favor del Congreso de Indira Gandhi, que recordó a los votantes el fuerte gobierno de Indira Gandhi durante la campaña.
En las elecciones siguientes, el Congreso ganó 353 escaños en Lok Sabha en enero de 1980 y el Partido Janata, o lo que quedaba de la alianza, obtuvo solo 31 escaños, mientras que el Partido Janata (Secular) de Charan Singh obtuvo 41 escaños. La alianza del Partido Janata continuó dividiéndose durante los años siguientes, pero registró en 1977 algunos hitos importantes en la historia política de la India: fue la primera coalición que gobernó la India.

## Resultados

Bloques:
Izquierda
INC+
Otros
Janata

| Partido                                                         | Votos       | %     | Escaños | +/–   |
| --------------------------------------------------------------- | ----------- | ----- | ------- | ----- |
| Congreso Nacional Indio                                         | 84,455,313  | 42.69 | 353     | +200  |
| Janata Party                                                    | 37,530,228  | 18.97 | 31      | –264  |
| Janata Party (Secular)                                          | 18,574,696  | 9.39  | 41      | Nuevo |
| Partido Comunista de la India (Marxista)                        | 12,352,331  | 6.24  | 37      | +15   |
| Congreso Nacional Indio (Urs)                                   | 10,449,859  | 5.28  | 13      | Nuevo |
| Partido Comunista de la India                                   | 4,927,342   | 2.49  | 10      | +3    |
| All India Anna Dravida Munnetra Kazhagam                        | 4,674,064   | 2.36  | 2       | –16   |
| Dravida Munnetra Kazhagam                                       | 4,236,537   | 2.14  | 16      | +14   |
| Shiromani Akali Dal                                             | 1,396,412   | 0.71  | 1       | –8    |
| Partido Revolucionario Socialista                               | 1,285,517   | 0.65  | 4       | 0     |
| Bloque de Avance de la India                                    | 1,011,564   | 0.51  | 3       | +1    |
| Jammu & Kashmir National Conference                             | 493,143     | 0.25  | 3       | +1    |
| Liga Musulmana de la Unión India                                | 475,507     | 0.24  | 3       | 0     |
| Campesinos y Trabajadores de la India                           | 470,567     | 0.24  | 0       | –5    |
| Partido Republicano de India (K)                                | 383,022     | 0.19  | 0       | –2    |
| Kerala Congress                                                 | 356,997     | 0.18  | 1       | 0     |
| Partido Republicano de India                                    | 351,987     | 0.18  | 0       | 0     |
| Partido del Centro de Unidad Socialista de la India (comunista) | 307,224     | 0.16  | 0       | 0     |
| Jharkhand Party                                                 | 254,520     | 0.13  | 1       | +1    |
| Liga Musulmana                                                  | 196,820     | 0.10  | 0       | Nuevo |
| Frente Democrático Unido                                        | 140,210     | 0.07  | 0       | –1    |
| Shiv Sena                                                       | 129,351     | 0.07  | 0       | Nuevo |
| Maharashtrawadi Gomantak Party                                  | 127,188     | 0.06  | 1       | 0     |
| Tripura Upajati Juba Samiti                                     | 111,953     | 0.06  | 0       | 0     |
| Partido Popular de Arunachal                                    | 69,810      | 0.04  | 0       | Nuevo |
| Akhil Bharatiya Ramrajya Parishad                               | 61,161      | 0.03  | 0       | 0     |
| Conferencia del Pueblo                                          | 53,891      | 0.03  | 0       | Nuevo |
| Partido Popular de Manipur                                      | 49,277      | 0.02  | 0       | 0     |
| Partido Socialista Bharatiya                                    | 39,399      | 0.02  | 0       | Nuevo |
| Shoshit Samaj Dal (Akhil Bharatiya)                             | 38,226      | 0.02  | 0       | 0     |
| Sikkim Janata Parishad                                          | 31,750      | 0.02  | 1       | Nuevo |
| Muslim Majlis                                                   | 26,363      | 0.01  | 0       | Nuevo |
| Partido Laborista de India                                      | 14,720      | 0.01  | 0       | 0     |
| All Party Hill Leaders Conference                               | 13,058      | 0.01  | 0       | Nuevo |
| Sikkim Congress (R)                                             | 11,632      | 0.01  | 0       | Nuevo |
| Sikkim Prajatantra Congress                                     | 5,125       | 0.00  | 0       | Nuevo |
| Independientes                                                  | 12,717,510  | 6.43  | 9       | 0     |
| Nulos/blancos                                                   | 4,928,619   | –     | –       | –     |
| Total                                                           | 202,752,893 | 100   | 529     | –13   |
| Registrados/participación                                       | 356,205,329 | 56.92 | –       | –     |
| Fuente EIC                                                      |             |       |         |       |